# Puente Ortiz
El Puente Ortiz es un puente y monumento nacional. ubicado en Santiago de Cali, en Colombia. Está ubicado en el centro de la ciudad y fue el primero en construirse sobre el río Cali. El ingeniero de la obra fue el fraile franciscano Fray José Ignacio Ortiz, oriundo de Candelaria, quien era un ingeniero aficionado.
Al sur de la estructura se encuentran el parque de Los Poetas, el Teatro Jorge Isaacs y la Iglesia la Ermita y hacia el norte el Centro Administrativo Municipal, sede de la Alcaldía.

## Historia

### Construcción
Desde 1734 la ciudad sintió la necesidad de construir un puente sobre el río Cali que permitiera conectar el centro con el norte. Ese año se construyó un puente de guadua que rápidamente se deterioró.

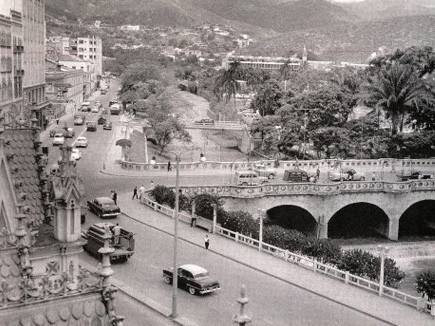
El Puente Ortiz, durante su uso como puente vehicular.

El alcalde Santiago Reyes propuso ante el consejo la construcción de un reemplazo. En 1835 para esta empresa se designó a José Montehermoso como director de la obra. La obra se inició sin la aprobación del Gobernador, quien creía que la construcción del puente sólo representaba un gasto innecesario.
Montehermoso trabajó como director de la obra hasta que, el 25 de junio de 1842, Fray Ortiz tomo la riendas del puente, en el cual trabajaría durante los próximos tres años, hasta concluirlo en octubre de 1845.
La participación de Montehermoso en la realización normalmente pasa desapercibida, ya que el nombre del puente hace honor a Fray Ortiz y no a él; el hecho del largo proceso que significó la construcción de la estructura y que Fray Ortiz sólo se unió a ella en 1842, demuestra que el puente no es obra de un solo hombre, ya que Montehermoso trabajó en el puente desde el inicio hasta el final.

### Restauraciones y remodelaciones
El puente ha sido restaurado en varias ocasiones. En 1918 fue remodelado por Julio Fajardo Herrera, quien modificó el ancho de la calzada y en 1946 lo intervino Alfonso Garrido, quien aplicó dos ampliaciones en cada lado del puente, y por la construcción de la Avenida Colombia provocó que la parte hecha en ladrillo del puente, quedara hasta la mitad y la otra bajo la avenida. Ese mismo En 1950 dejó de ser un puente peatonal al ser adecuado como vehicular, para las recién llegadas «berlinas».
En el 2011 durante las obras que forman parte del hundimiento de la Avenida Colombia, frente a la cual se ubica el puente, se encontraron pedazos de la estructura de este que datan de 1840. En el hallazgo, que retrasó la obra, fueron encontrados, además de la vieja estructura del puente, restos animales, vajillas, trozos de cerámica, objetos de hierro y partes de cuerpos humanos.